# الصرخة الصامتة
الصرخة الصامتة (باليابانية: 万延元年のフットボール) رواية من تأليف الكاتب الياباني كنزابورو أوي الحائز على جائزة نوبل للآداب سنة 1994، نُشرت لأول مرة باللغة اليابانية سنة 1967 وفي نفس السنة حازت على جائزة تانيزاكي. صُنّفت ضمن أفضل مئة رواية في زماننا. ترجمها للغة العربية عن نصها الانجليزي المترجم إبراهيم محمد إبراهيم صدرت عن دار الهلال سنة 1995، وترجمها سعدي يوسف عن دار المدى للثقافة والنشر سنة 1999. وهي رواية فلسفية ذات بعد وجودي تعبر عن أوجاع جيل ما بعد الحرب العالمية الثانية، تحكي عن عودة شقيقين إلى قريتهما الأصلية في جزيرة شيكوكو باليابان، واستحضارهما ذكريات الماضي والأحداث التي وقعت في القرية في ‏‏عامي 1945‏‏ و‏1860‏‏. 

## العنوان
يختلف عنوان الترجمة العربية عن عنوان العمل الأصلي "كرة القدم في السنة الأولى من عصر مانين"، يشير "مانين" إلى سنة 1860، التي تعد نقطة تحول في التقويم الياباني الحديث؛ إذ أدت حادثة ‏‏بوابة ساكورادا‏‏ التي هزت الشوغون في ‏‏قلعة إيدو‏‏، إلى تغيير اسم العصر من ‏‏أنسي‏‏ إلى ‏‏مانين‏‏، وهو العام  الذي ذهب ‏‏فيه كاتسو كايشو‏‏ وآخرون إلى الولايات المتحدة، إيذانا ببداية تحديث اليابان.
العنوان العربي للرواية "الصرخة الصامتة" يماثل عنوان الترجمة الانجليزية "The Silent Cry" والاسبانية "El grito silenciosoEl"‏. وهوعنوان منتشر في عدة نصوص في الأدب والفن. يحتوي على تناقض بين الصرخة التي تشير إلى صوت عال والصامتة التي تجعلها صرخة غير مسموعة، ويُعدّ أول علامة على النبرة الساخرة‏ ‏التي تمتد في الرواية، كما يشير إلى اليأس الذي يسودها والمعبر عنه في الحالة النفسية للشخصيات التي تعاني من الانتحار والشنق والانهيار والضيعان في الصمت. فصرخة الألم الصامتة هي رمز لهذا اليأس. كما يُوحي العنوان بأنّ الرواية صرخة صامتة مستمرة مليئة بالغضب المكبوت الذي يمكن أنْ ينفجر في أيّة لحظة.   

## ارتباط الرواية بحياة الكاتب
تكشف الرواية عن بعض جوانب السيرة الذاتية للمؤلف: وُلد كنزابورو أوي في قرية بجزيرة شيكوكو جنوب اليابان، وينحدر من عائلة من ملاك الأراضي الأثرياء الذين فقدوا معظم ممتلكاتهم بسبب الإصلاح الزراعي الذي فُرض بعد الحرب العالمية الثانية. وقد سلطت مجموعة من أعماله الضوء على كفاح اليابان الريفي، لا سيما رواية "الصرخة الصامتة". بالإضافة إلى ذلك، عُرف برواياته التي تتناول مواضيع مثل القصف الذري لليابان وتأثيره على المجتمع، وكذلك تجربته الشخصية مع ابنه الذي يعاني من صعوبات في التعلم، فقد جعل من مأساة ابنه محوراً أساسياً لأعماله التي تبحث في جوهر الإنسان وحقيقته مثل "مسألة شخصية" و"الصرخة الصامتة" و"رواية علمنا ان نتجاور جنوننا". كما تَعمّق في دراسة نظرية سارتر الوجودية. وخلال المرحلة الأولى من مسيرته الإبداعية كما هو واضح في رواية "الصرخة الصامتة"، استخدم الوجودية لتحدي التقاليد الأدبية اليابانية السائدة. كما أبرز الأوضاع السياسية الثقافية، التي تعكس صراعًا بين ثقافة الهامش أو ثقافة الأرخبيل ومركزية طوكيو، وتراث الامبراطورية السياسي والثقافي، بما في ذلك تأثيرات الديكتاتورية والفاشية على مجتمع اليابان.

## نبذة
الشقيقان، تاكاشى و ميتشو، يعودان من طوكيو إلى جزيرة شيكوكو حيث عاشا طفولتهما. يحاولان بيع منزل الطفولة ليواجها مجموعة من المشاكل والتحديات المرتبطة بتاريخ الأسرة. يختار أحد الإخوة قيادة تمرد ضد "إمبراطور السوبر ماركت"، وهو كوري جلب إلى اليابان كعبد خلال الحرب، ويريد شراء ممتلكات العائلة، أما الآخر فيحاول الكشف عن أسرار ماضي عائلته. تثير الرواية مواضيع مرتبطة بالوجودية كالحياة والموت وعلاقة الفرد بالمجتمع والقيم والتراث الثقافي والاضطرابات مثل العزلة والتوتر النفسي

## الأحداث
تدور أحداث القصة في الستينيات. ميتسو يعيش في طوكيو. في بداية الرواية، يتأمل في حدثين حديثين أغرقاه في الاكتئاب والسلبية: انتحار أعز أصدقائه، والتخلي عن طفله، الذي تبين أنه غير طبيعي، إلى معهد متخصص. التخلي الذي جعل زوجته ناتسوكو تغرق في إدمان الكحول.
تاكاشي (غالبا ما يتم اختصاره باسم تاكا)، وهو ناشط يساري متطرف عنيف سابق يعارض توقيع معاهدة التعاون بين الولايات المتحدة واليابان دون جدوى. سافر إلى الولايات المتحدة بعد المشاركة في ‏‏الحركة الطلابية‏‏ لاحتجاجات أنبو في عام 1960‏‏.  يعود إلى الوطن، وهو مصمم على بدء حياة جديدة، والعودة إلى قريتهم الأصلية، الواقعة في واد منعزل في جبال شيكوكو. يعرض على ميتسو وناتسوكو مرافقته.
إن عودة تاكا إلى قرية أسلافهم مدفوعة أيضا بالرغبة في اكتشاف حقيقة الأحداث التي وقعت قبل قرن من الزمان. ففي عام 1860، هزت ثورة الفلاحين المنطقة، بقيادة مجموعة من الشباب من القرية. قاد هؤلاء الشباب عم ميتسو وتاكا، الذي عارض شقيقه، جدهم الأكبر. بمجرد وصولهما إلى القرية، يتجادل ميتسو وتاكا حول ما إذا كان سلفهم على حق: المتمرد أو المدافع عن النظام. في نظر ميتسو، يضفي تاكا مصير وشخصية سلفه المتمرد. من ناحية أخرى، لا يرى ميتسو في عمه الأكبر سوى جبان هرب بالتضحية برفاقه في السلاح، بعد فشل ثورته. إنه يشعر فكريا أقرب إلى جده الأكبر، وأكثر قياسا.
يختلف الشقيقان أيضا حول تفسير وفاة شقيقهما الأكبر، الذي قتل في صيف عام 1945 في غارة نفذها شباب القرية في الحي اليهودي الكوري المجاور للقرية، حيث كان يتجمع العمال الكوريون. هنا أيضا، يضع تاكا حياة هذا الأخ مثاليا، ويتخيله كبطل يضحي بنفسه طواعية من أجل حماية الآخرين، بينما ينظر إليه ميتسو فقط على أنه كبش فداء، تم تعيينه على هذا النحو من قبل شباب القرية بسبب ضعفه. بشكل منهجي، يعارض ميتسو الرؤية الرومانسية لأحداث تاكا بروحه النقدية.
بسرعة كبيرة، بدافع التماهي مع هذا العم الأكبر الذي يعشقه، لم يعد تاكا راضيا عن التحدث ويقرر اتخاذ إجراء. في المقابل، وبفضل شخصيته الجذابة، يوحد حوله شباب القرية وزوجة ميتسو، التي يدربها في البداية مثل فريق كرة القدم، قبل أن يدفعهم إلى التمرد ضد صاحب سوبر ماركت القرية، وهو كوري ثري، وهو عامل سخري سابق عاش في الحي اليهودي وقت الحرب. تتأثر القرية بأكملها بوباء عنف الغوغاء وينهب السوبر ماركت. يرفض ميتسو، مخلصا لوضوحه، الالتزام بما يعتبره جنونا جماعيا ويراقب بلا حول ولا قوة الأحداث تتكشف في الوقت نفسه، يكشف تاكا أيضا لميتسو السر الذي كان يطارده منذ أن كان مراهقا: انتحار أختهما الصغرى هو نتيجة لعلاقة سفاح القربى التي أقامها معها لعدة أشهر.

بعد النهب، يعجل حدث بمصير تاكاشي: يجد نفسه متهما باغتصاب وقتل فتاة صغيرة من القرية. مقتنعا بأنه سيتم محاصرته وسينتهي به الأمر قريبا من قبل القرويين، ينتحر تاكا. بعد بضعة أسابيع، عندما عاد الهدوء إلى القرية ، تم بيع منزل العائلة لمالك السوبر ماركت. كشفت أعمال الهدم التي قام بها الأخير عن قبو سري يقع أسفل المنزل. ثم يكتشف ميتسو أنه على عكس ما كان يعتقد، لم يهرب العم الأكبر، بعد فشل ثورته، بل عاش مختبئا في هذا القبو، وبالتالي حكم على نفسه بالتأمل في فشله لبقية حياته. في ضوء هذا الاكتشاف، يراجع ميتسو حكمه على عمه الأكبر وشقيقه، ويصبح مدركا للتشابه الحقيقي بين مصائر هذين الكائنين. ثم يغادر ميتسو وناتسوكو القرية إلى الأبد ، على أمل بدء حياة جديدة في مكان آخر.

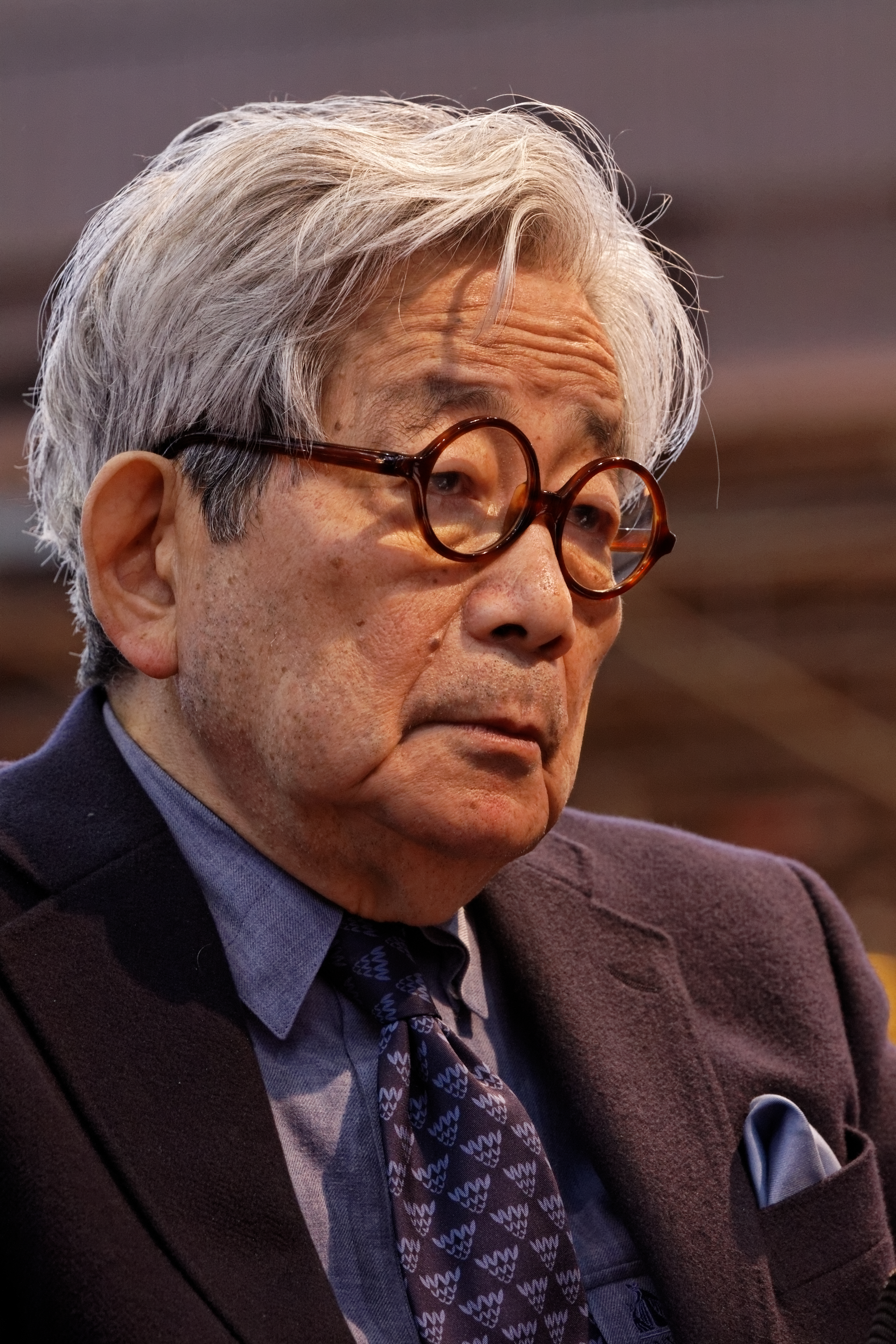
كنزابورو أوي كاتب رواية الصرخة الصامتة

## الشخصيات
- ميتسو: الشخصية البطلة، رجل سلبي كئيب، يسعى إلى إنهاء حياته ليتخلص من مأزقه الشخصي وتخبطه النفسي، يبلغ من العمر سبعة وعشرين عاما وله عين واحدة.
- ناتسومي: زوجة ميتسو، مدمنة على الخمر،  ورثت إدمانها عن أمها وترى أنها تواجه مشكلها عبره. لكنها قادرة على ضبط كمية الخمر الذي تستهلكه.
- س: الأخ الأكبر توفي في الحرب التي دارت بين اليابانيين والكوريين، أثرت وفاته في الأخوين ميتسيو وتاكاشي.
- تاكاشي: أخو البطل الأصغر، رجل يميل إلى العنف، ويسعى إلى التمرد، اشترك في حركة تمرد ضد الدولة، ثم سافر إلى أمريكا معلنا توبته، كحيلة ليهرب إلى أمريكا ويعيش فيها، ثم يقرر العودة بعد ذلك إلى اليابان والعودة إلى قريته التي ولد بها، بحثا عن ذاته.
- هوشيو: قروي غير متعلم لديه مهارة تصليح السيارت ومراهق متمرد، ينبهر ب”تاكاشي” ويصاحبه بعد عودته من أمريكا، ويذهب معه إلى قريته ويظل مخلصا له.[20]

## الأسلوب
يتميز أسلوب الكاتب بالشاعرية وتصويره عالما خياليا يجمع بين الأسطورة والواقع تتقاطع الشخصيات داخله، وبنزعته السردية التي تجمع بين الكلاسيكية والتجريب الحداثي والبعد التراثي والفلسفي الياباني داخل النسيج الروائي. واعتماد أسلوب "الرواية بضمير المتكلم"، حيث يتم السرد من منظور الشخصية الرئيسية. كما تعد الشخصيات العوراء جزءا مهما من أسلوبه الفني إذ تتكرر شخصيات لا يمكنها إلا أن ترى بعين واحدة في رواياته ويرجع ذلك إلى دافع ما بعد حداثي لكتابة النفس مثل البطل في الصرخة الصامتة كما يتميز أسلوب الكاتب في الرواية بالسرد الدقيق والمعقد فهو يتناول أحداثا ما أولا قبل أن يعود فيشرحها تفصيلا، مع استخدام عناصر الواقعية السحرية واعتماد  أسلوب الفكاهة السوداوية

## التأثير والنقد
- تُعد الرواية نقطة تحول في أعمال أوي، حيث انتقل من كتابة الأعمال الصغيرة إلى الأعمال الأوسع نطاقًا. كما تأثر الأدب الياباني بالرواية حيث استوحى الكتاب منها أساليب وطرق جديدة للتعبير[26]
- يعتبر عنوان رواية ‏‏الكرة والدبابيس 1973 للكاتب ‏هاروكي موراكامي[27] [28] محاكاة لهذه الرواية[29]‏.

## اقتباسات
لو أن صديقي، بدلا من صبغ رأسه بالقرمز، وشنقه نفسه، أطلق صرخة ولو وجيزة عبر الهاتف، لكان  ثمت مفتاح ما. قد يقال طبعا إن الرأس القرمزي [..] نوع من الصرخةالصامتة، لكن لو كان الأمر هكذا فلن تكون الصرخة وحدها كافيةً  لأولئك الذين خُلّفوا. كانت المفاتيح أيضا جدّ ملتبسةً علي فلم أستطع متابعتها أكثر.

## روابط خارجية
رواية الصرخة الصامتة مكتوبة باللغة العربية
الصرخة الصامتة كينزابورو اوي كتاب مسموع